# Список послов СССР и России в Сингапуре
В статье представлен список послов СССР и России в Республике Сингапур.

## Хронология дипломатических отношений
- 1 июня 1968 г. — установление дипломатических отношений на уровне посольств.

## Список послов
| Срок полномочий                   | Посол                          | Годы жизни | Вручение верительных грамот | Комментарии                  |
| --------------------------------- | ------------------------------ | ---------- | --------------------------- | ---------------------------- |
| СССР                              |                                |            |                             |                              |
| 18 декабря 1968 — 4 марта 1971    | Илья Иванович Сафронов         | 1920—2013  | 23 января 1969              |                              |
| 4 марта 1971 — 20 мая 1975        | Борис Васильевич Безрукавников | 1923—1980  | 26 марта 1971               |                              |
| 20 мая 1975 — 24 апреля 1980      | Юрий Иванович Раздухов         | 1924—2009  | 8 июля 1975                 |                              |
| 24 апреля 1980 — 10 августа 1984  | Фёдор Иванович Потапенко       | 1927—2000  | 25 мая 1980                 |                              |
| 10 августа 1984 — 15 июля 1987    | Владимир Михайлович Семёнов    | 1928—      | 2 августа 1984              |                              |
| 15 июля 1987 — 24 августа 1990    | Анатолий Матвеевич Дрюков      | 1936—2023  |                             |                              |
| 24 августа 1990 — 25 декабря 1991 | Николай Николаевич Логинов     | 1932—2006  |                             |                              |
| Российская Федерация              |                                |            |                             |                              |
| 25 декабря 1991 — 5 октября 1994  | Николай Николаевич Логинов     | 1932—2006  |                             |                              |
| 5 октября 1994 — 4 июня 1999      | Михаил Михайлович Белый        | 1945—      |                             |                              |
| 4 июня 1999 — 12 июня 2005        | Сергей Борисович Киселёв       | 1947—      |                             |                              |
| 12 июня 2005 — 31 октября 2011    | Андрей Николаевич Рожков       | 1944—      |                             |                              |
| 31 октября 2011 — 20 февраля 2015 | Леонид Петрович Моисеев        | 1948—      | 29 декабря 2011             |                              |
| 20 февраля 2015 — 29 апреля 2021  | Андрей Алексеевич Татаринов    | 1951—      |                             |                              |
| Апрель 2021 — январь 2022         | Ольга Викторовна Харламова     | 1971—      |                             | Временная поверенная в делах |
| 12 января 2022 — 15 июля 2025     | Николай Ришатович Кудашев      | 1958—      |                             |                              |
| 15 июля 2025 — наст. время        | Сергей Павлович Ганжа          | 1960—      |                             |                              |